# Tylenchida
Węgorki (Tylenchida) - rząd nicieni obejmujący rodziny:
- Allantonematidae
- Anguinidae
- Criconematidae
- Fergusobiidae
- Heteroderidae - mątwikowate
- Hoplolaimidae
- Iotonchiidae
- Neotylenchidae
- Pratylenchidae
- Psilenchidae
- Sphaerulariidae
- Tylenchidae
- Tylenchorhynchidae
- Tylenchulidae